# Plateforme ivoirienne pour le cacao durable
La Plateforme ivoirienne pour le cacao durable (PICD) est un groupe de travail de la société civile et des organisations de producteurs pour la défense des droits des producteurs de cacao en Côte d’Ivoire. Elle est créée en 2020 dans le cadre de la mise en œuvre du projet de renforcement des capacités des organisations de la société civile et des organisations de producteurs. La mission première de la PICD est de coordonner les stratégies communes et susciter des changements au niveau de la filière cacao. Elle est composée de 11 Organisations de la société civile et 55 Organisations de producteur.

## Historique et création
Au nombre de ces difficultés de la filière cacao ivoirienne, la faible productivité, la mauvaise gouvernance des sociétés coopératives, la déforestation, le déficit de formation des producteurs et organisations de la société civile (OSC) en vue du plaidoyer politique pour l’amélioration des conditions de vie des acteurs. C'est à partir de ce constat que vienne l'idée de la création de la plateforme ivoirienne pour le cacao durable.

## Mission
Les principales missions de la plateforme ivoirienne pour le cacao durable sont de : mener des actions de plaidoyer en direction des décideurs; sensibiliser et former les organisations professionnelles agricoles (OPA); analyser et communiquer sur les décisions et informations relatives à la filière; renforcer les capacités des ONG et mener des actions de remédiation.

## Objectif
L’objectif général de la plateforme ivoirienne pour le cacao durable est de contribuer à la bonne gouvernance de la filière cacao, la production durable et le bien-être des producteurs.

## Révendications
La plateforme ivoirienne pour le cacao durable (PICD) plaide en faveur d’un prix minimum bord champ du cacao entre 2 016 FCFA et 2 352 FCFA le kilogramme pour la campagne principale 2024-2025, lors d’une conférence de presse tenue vendredi 27 septembre 2024 à Cocody Abidjan,,,,.
La plateforme ivoirienne pour un cacao durable (PICD) demande, une révision du système de fixation des prix afin de permettre aux planteurs de tirer profit de la hausse actuelle des cours de la fève sur le marché international.